# Test D-70 (Dominó)
El test D-70, se destina a la evaluación de la inteligencia general. Aprecia las funciones centrales de la inteligencia (Abstracción y comprensión de relaciones) y ofrece una buena medida del factor "g". Es adecuado para niveles medios o superiores.

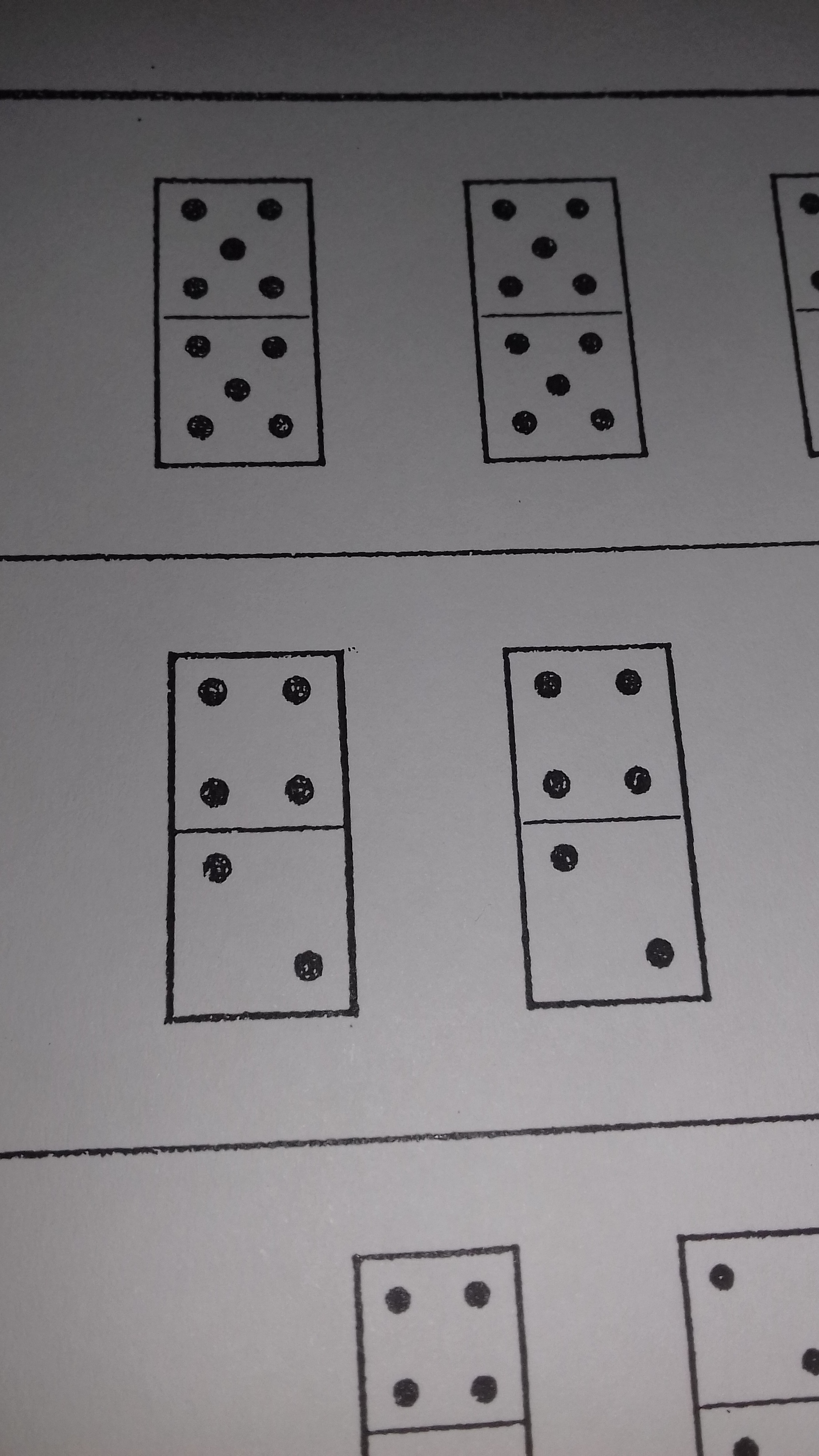
Manual del D-70 de la 4ª edición española.

## Características generales
Constituyen la prueba 44 elementos, precedidos por 4 ejemplos. Para resolver los problemas que plantean estos elementos se requieren el mismo tipo de procesos mentales que se ponen en juego en D-48, pues ambas pruebas están constituidas con base en los mismos principios.
El material que forma el D-70 es de tipo no verbal, representado por fichas de dominó ordenadas siguiendo una ley que el sujeto debe descubrir para continuar la serie comenzada, encontrando así la solución que se le pide.
Los autores son F. Kowrousky y P. Rennes cuya procedencia es del Centre de Pychologie Appliqueé (París), Propietario del Copyright original, la administración es individual y colectiva. La prueba tiene una duración de 25 minutos de trabajo efectivo, 40 minutos incluyendo instrucciones y corrección, la aplicación es de 12 años en adelante y la significación es la medida de inteligencia general, factor "g".

## Adaptación española
En el año 1971 se llevó a cabo la adaptación española de esta prueba. Para su utilización, como normas comparativas, se emplearon los baremos españoles del D-48. La utilización práctica durante el periodo de tiempo transcurrido  ha puesto de manifiesto que , si bien la corrección entre ambos test es elevada, no puede hablarse, en rigor, de formas paralelas en el sentido de que los baremos de ellos sean aplicables al otro. Por ello pareció necesario elaborar tablas propias para algunas poblaciones en que se evidenciaban diferencias y, en todo caso, ofrecer una información estadística que permitiera emplear e interpretar el D-70 de acuerdo con los estadísticos obtenidos directamente a partir de sus propios datos.

## Aplicaciones
En principio la prueba es aplicable a todos los niveles culturales, pero con ciertas limitaciones, porque, aunque no es verbal ni requiere conocimientos especiales, exige una cierta preparación intelectual para comprender las instrucciones, razón por la cual no resulta adecuada para niveles culturales bajos, pues los sujetos suelen desconcertarse y fracasar ante los problemas planteados. 
En cuanto a la edad, existe también una limitación: no debe aplicarse a menores de 12 años, pues esta es la edad en que aparece la comprensión de las relaciones de educación.
Se ha comprobado, así mismo, que el conocimiento del juego del dominó no influye en los resultados de la prueba.